# Страусятина

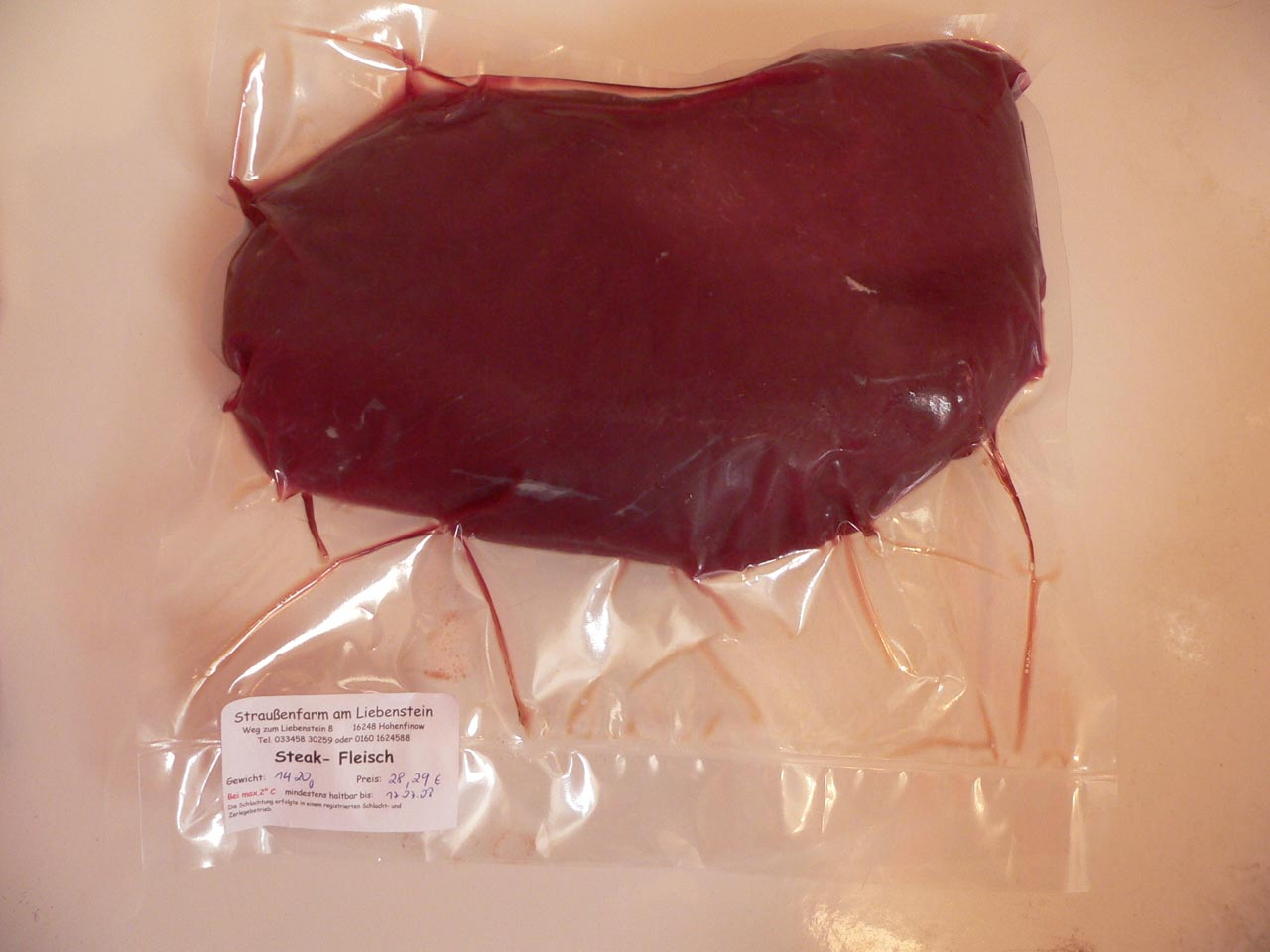
Свежий страусиный стейк из бедра

Мя́со стра́уса (страуся́тина) — мясо африканских страусов, которых выращивают на специализированных фермах, в основном в ЮАР (доля рынка: 75 %), а также в небольшой степени в Европе, Австралии и США. Племенные фермы в Германии существуют с 1990-х годов. В 2001 году во всём мире содержалось около 350 000 фермерских страусов, из них около 30 000 — в Европе.
После первых случаев заболевания ГЭКРС (коровьим бешенством) в Европе увеличился спрос на мясо страуса. В 2001 году на мировой рынок было продано от 6500 до 7500 тонн мяса. 80 процентов из них было экспортировано в Германию. Однако в 2002 году временный бум спроса несколько снизился. В 2011 году ЕС ввёл запрет на импорт мяса страуса из Южной Африки из-за вспышки птичьего гриппа; в том же году ограничения были уточнены и затронули только часть поражённой Западно-Капской провинции. ЮАР экспортирует около 90 % страусиного мяса, из которых 96 % — в Европейский Союз.
Забой страусов происходит примерно в 14-месячном возрасте. Птица весом около 100 кг даёт около 35 кг мяса. Оно продаётся в виде вырезки, стейка или жаркого. Мясо тёмно-красное, низкой жирности, питательно аналогично мясу другой птицы, но на вкус напоминает нежирную говядину или телятину. Мясо страуса часто маринуют в гастрономии.
«Тот факт, что больше нигде не потребляется столько страусиного мяса, как в Германии, является результатом многолетней работы ассоциации». «Анализы замороженного мяса страуса из Южной Африки показали те же уровни белка и холестерина, что и в нежирной говядине или свинине. В куриной грудке холестерина на четверть меньше».
Не совсем ясно, могут ли страусы также заболеть прионным заболеванием, аналогичным ГЭКРС, если их не кормить надлежащим образом. Симптомы, похожие на коровье бешенство, появились у страусов в немецких зоопарках в конце 1980-х годов; исследования обнаружили повреждения в мозге мёртвых птиц, аналогичные тем, которые выявляются у заражённого крупного рогатого скота. Ветеринары назвали причиной скармливание страусам мясо-костной муки. Эта практика в животноводстве и птицеводстве впоследствии была запрещена в ЕС.